# Гляден (Шарыповский муниципальный округ)
Гляден — деревня в Шарыповском районе Красноярского края России. Входит в состав Холмогорского сельсовета.

## География
Деревня расположена в 11 километрах к востоку от районного центра Шарыпово.

## История
Основана в 1896 году. В 1926 году состояла из 97 хозяйств, основное население — русские. В административном отношении являлось центром Гляденского сельсовета Берёзовского района Ачинского округа Сибирского края.

## Население
| 1926 | 2010 |
| ---- | ---- |
| 661  | ↘647 |

Гендерный состав
По данным Всероссийской переписи населения 2010 года 237 мужчин и 410 женщин из 647 чел.

## Социальная инфраструктура
- Kpaeвoe государственное бюджетное учреждение социального обслуживания «Шарыповский психоневрологический интернат» (Красноярский край, Шарыповский р-н,  д. Гляден, ул. Гагарина 10)